# لايلي إتش لانيير
لايلي إتش لانيير (بالإنجليزية: Lyle H. Lanier)‏ هو أستاذ جامعي وعالم نفس أمريكي، ولد في 1903 في مقاطعة ماديسون في الولايات المتحدة، وتوفي في 30 ديسمبر 1988 في فينيكس في الولايات المتحدة.